# انریکو پیسیونی
انریکو پیسیونی (انگلیسی: Enrico Piccioni؛ زادهٔ ۲۳ نوامبر ۱۹۶۵) سرمربی (فوتبال)، و بازیکن فوتبال اهل ایتالیا است.
از باشگاه‌هایی که در آن بازی کرده‌است می‌توان به باشگاه فوتبال پروجا، باشگاه فوتبال پارما، باشگاه فوتبال کرمونزه، باشگاه فوتبال امپولی، و باشگاه فوتبال پالرمو اشاره کرد.